# بول لينتس
بول لينتس (بالألمانية: Paul Linz)‏ (4 يناير 1956 بترير في ألمانيا - ) هو مدرب كرة قدم ولاعب كرة قدم ألماني في مركز الهجوم. لعب مع فالدهوف مانهايم وفيردر بريمن ونادي أوسنابروك ونادي سالمروهر ونادي بريمرهافن ‏ ونادي فريبيرغ.

## وصلات خارجية
- بول لينتس على موقع قاعدة بيانات كرة القدم.إي يو (الإنجليزية)
- بول لينتس على موقع بيانات كرة القدم. دي إي (الألمانية)
- بول لينتس على موقع عالم كرة القدم.نت (الإنجليزية)